# 太田真一郎
太田 真一郎（おおた しんいちろう、1971年3月20日 - ）は、日本の男性声優、タレント、ナレーター。神奈川県出身。青二プロダクション所属。

## 略歴
声の仕事をしようと思ったのは高校進学後、中学時代に学習塾で仲良くなった別の学校に通っていた友人とラジオドラマようなのを作っていた。当時はその場のアドリブで友人にセリフを言って、それに対してセリフが返ってきた。アドリブで物語をつくるという遊びをして、友人が音楽を入れて編集してもらえたが、それがきっかけでこういう世界の仕事に興味を持った。
高校卒業時に、NHKの何かの番組で青二塾が紹介されおり、それで「ここに行こう」と思い、青二塾東京校の10期生として入塾。
養成所から事務所に所属するための査定に合格して、青二プロダクションに所属して声優としての活動を始める。

## 人物
スポーツの中ではサッカー観戦が好きで、好きな色も赤だと言い通すほどの鹿島アントラーズファンである。
養成所（青二塾東京校）からの同期に國府田マリ子がいる。事務所（青二プロダクション）入りの同期は置鮎龍太郎であり、置鮎の言う「心の友」とは太田のことである。
声優として多数のアニメ、ドラマCDに出演しており、テレビでナレーションも務めている。
役柄としてはやわらかな声で魅力的な脇役が多い。幼い頃は「か」以外の「か行」が言えなかった。「き」をしっかり言おうとして、少し空気が漏れてしまうような「き」の言い方になってしまう人物がおり、「あー、ボクもそうだったなー」とそのぐらい全然言えなかった。ただし、その人物はよく喋る人物ではあったようで、お喋りだっただけという感じだったという。
喋りと口調がアナウンサー風であるため、アナウンサーやレポーターなどを多く演じる。放送メディアでもレポーター・ナレーターとして起用される機会が多く、顔出しの仕事も多い。フジテレビの料理バラエティ番組『料理の鉄人』では、冷蔵庫前レポーターを担当していた。
総合格闘技イベントPRIDEの2000年からのリングアナウンサー。K-1のリングアナも兼ねていた時期もあったが、2003年にK-1とPRIDEが決別してからはPRIDEに専念する形となっている。またPRIDEを主催する「ドリームステージエンターテインメント」のプロレス興行「ハッスル」のリングアナウンサーもケイ・グラントとともに担当していた。2015年からは、RIZINのリングアナウンサーを担当している。
趣味はツーリング。資格・免許は普通自動車免許、大型二輪免許。

## 出演
太字はメインキャラクター。

### テレビアニメ
1991年
- ウルトラマンキッズ 母をたずねて3000万光年（怪鳥たち、兵隊たち）
- おぼっちゃまくん（戦闘員、町人A）
- キテレツ大百科（トモヒデ、家来、司会者、殿様、英太郎〈中学時代〉 他）
- 緊急発進セイバーキッズ
- きんぎょ注意報!（機動隊B）
- ゲッターロボ號（係員A、ガードマン）
- まじかる☆タルるートくん（運転手、男生徒、原子軍団員、硬球、筆箱、ケーキ屋、男子生徒、左グローブ）

1992年
- 元気爆発ガンバルガー（キカザッター）
- ちびまる子ちゃん（1992年 - 2003年、男の子、男の人、TVリポーター、レポーター）
- ドラゴンクエスト ダイの大冒険（第1作）（ミイラ男、兵士）
- スーパービックリマン（悪魔兵）
- 美少女戦士セーラームーン（1992年 - 1995年、浦和良、ネッド、カモイ） - 3シリーズ
- ママは小学4年生（敵②）

1993年
- 蒼き伝説シュート!（1993年 - 1994年、赤堀強、男子生徒、小山昌洋、桜井）
- 機動戦士Vガンダム（バンド、ニコライ・ハンス、パイロットB）
- 疾風!アイアンリーガー（1993年 - 1994年、ゴールドマスク、ワキルマン）
- GS美神（男子生徒）
- 超電動ロボ 鉄人28号FX
- ツヨシしっかりしなさい（魚政の弟、男）
- ドラゴンボールZ 絶望への反抗!!残された超戦士・悟飯とトランクス（店主）
- バトルファイターズ 餓狼伝説2（子供A）

1994年
- 機動武闘伝Gガンダム（メジナ）
- キャプテン翼J（三杉淳〈青年期〉、ロベルト・ボッジオ、TVアナウンサー）
- ジャングルの王者ターちゃん（メイデン）
- 覇王大系リューナイト（カンフー）
- ママレード・ボーイ（三輪悟史）

1995年
- アニメ世界の童話（家来、アリババ）
- ビット・ザ・キューピッド（トリトン）
- ロミオの青い空（タキオーニ）

1996年
- 怪盗セイント・テール（男子生徒C）
- ドラゴンボールGT（1996年 - 1997年、キビト界王神）

1997年
- ゲゲゲの鬼太郎（第4作）（山崎）
- ドクタースランプ（1997年 - 1999年、空豆タロウ、本物マシーン、太陽、きのこ父）

1998年
- アリスSOS（ミートボール）
- 時空転抄ナスカ（TVの声）
- 超魔神英雄伝ワタル（チワッキー）
- ひみつのアッコちゃん第3期（アナウンサー）
- ポケットモンスター（司会者）
- ロードス島戦記-英雄騎士伝-（エト）

2000年
- 機巧奇傳ヒヲウ戦記（リキ）

2001年
- 犬夜叉（兄）
- 週刊ストーリーランド（真一）
- ナジカ電撃作戦
- 激闘!クラッシュギアTURBO（GFA司会者）
- はじめの一歩（実況アナウンサー）

2002年
- あたしンち（2002年 - 2008年、村上先生、TVの声、野球の実況、アナウンサー、ナレーション 他）
- キン肉マンII世（2002年 - 2006年、レックスキング、ザ・プロテクター、イケメン・マッスル） - 3シリーズ
- ONE PIECE（2002年 - 、ザバ、シュラ、ピープリー・ルル、モモンガ）

2003年
- AVENGER（スピーディ）
- クレヨンしんちゃん（2003年 - 2012年、鯖野味噌煮、父親、アナウンサー）
- 魁!!クロマティ高校（ナレーション）
- 人間交差点（テレビアナウンサー）
- フルメタル・パニック? ふもっふ（陣高ラグビー部員B）
- ボボボーボ・ボーボボ（2003年 - 2004年、ナレーション、キテマス、警官、サービスマン、紙マン 他）

2004年
- かいけつゾロリ（アナウンサー、レポーター）

2005年
- かみちゅ!（弁士）
- ガンパレード・オーケストラ（小島空）
- 遙かなる時空の中で-八葉抄-（右馬寮頭）
- ぼくの防空壕（ラジオアナウンサー）

2006年
- ツバサ・クロニクル（アナウンサー）
- まじめにふまじめ かいけつゾロリ（TVアナ、ブリオ、キャスター）
- 名探偵コナン（2006年 - 2015年、三上透、職員、実況アナウンサー、沼尻寛）
- 遊☆戯☆王デュエルモンスターズGX（マティマティカ）

2007年
- ゲゲゲの鬼太郎（第5作）（司会者、豆村）
- DEATH NOTE（司会者）
- 祝!(ハピ☆ラキ)ビックリマン（たての助、魔矢）

2008年
- 銀魂（実況の中野）
- ケロロ軍曹（解説）
- それいけ!アンパンマン（タケトンボマン〈2代目〉）
- はたらキッズ マイハム組（DJ、ハムタ）
- 美肌一族（実況アナ）
- ポケットモンスター ダイヤモンド&パール（審判）
- ONE OUTS -ワンナウツ-（アナウンサー）

2009年
- ねぎぼうずのあさたろう（洋梨の末吉）
- ルパン三世VS名探偵コナン（司会者）

2010年
- ご姉弟物語（アナウンサー）
- ドラえもん（テレビ朝日版第2期）（アナウンサー）

2011年
- 神のみぞ知るセカイII（リングアナ）
- TIGER & BUNNY（マリオ）

2012年
- エリアの騎士（実況、なでしこ実況）

2013年
- ONE PIECE エピソードオブメリー 〜もうひとりの仲間の物語〜（モモンガ）

2014年
- ヒーローバンク（実況）

2015年
- ドラゴンボール超（2015年 - 2018年、キビト界王神、シン / 界王神）

2018年
- ONE PIECE エピソードオブ空島（シュラ）

2019年
- キャロル&チューズデイ（司会者）

2024年
- 戦隊大失格（2024年 - 2025年、アナウンサー、アナウンス、トドマスク） - 2シリーズ
- キン肉マン 完璧超人始祖編（2024年 - 2025年、アナウンサー） - 2シリーズ
- ドラゴンボールDAIMA（2024年 - 2025年、界王神）

### 劇場アニメ
1991年
- ドラゴンクエスト ダイの大冒険（モンスター）
- まじかる☆タルるートくん 燃えろ!友情の魔法大戦（潜水艦）

1994年
- 餓狼伝説 -THE MOTION PICTURE-（作業員B）

1998年
- がんばれゴエモン 地球救出大作戦（ゴエモン）

1999年
- ドクタースランプ アラレのびっくりバーン（空豆タロウ）

2002年
- キン肉マンII世 マッスル人参争奪! 超人大戦争（ザ・プロテクター）

2003年
- 映画 あたしンち（村上先生）
- Pa-Pa-Pa ザ★ムービー パーマン（司会）

2004年
- ドラえもん のび太のワンニャン時空伝（アトラクション司会者）

2005年
- 名探偵コナン 水平線上の陰謀（岬直也）

2006年
- 映画 ふたりはプリキュア Splash Star チクタク危機一髪!（司会者）
- パプリカ（レポーター）

2007年
- 河童のクゥと夏休み（アナウンサー）

2010年
- REDLINE（ボイド）

2012年
- 劇場版 TIGER & BUNNY -The Beginning-（マリオ）

2014年
- 劇場版 TIGER & BUNNY -The Rising-（マリオ）

2019年
- ONE PIECE STAMPEDE（モモンガ）

2022年
- ONE PIECE FILM RED（モモンガ）

### OVA
1991年
- ウィザードリィ（ライフスティーラー1）
- ここはグリーン・ウッド（寮生E）
- スローステップ（塁審）
- BE-BOP-HIGHSCHOOL（1991年 - 1995年、赤坂、萩野）
- 星くずパラダイス（ファン）
- ロードス島戦記（騎士A）

1992年
- うしおととら（餓眠様）
- 機神兵団（吉田機関助士補）
- 創竜伝
- ドラゴンスレイヤー英雄伝説 王子の旅立ち（モンスター）
- 破妖の剣

1993年
- キッスは瞳にして（山口）
- 超時空世紀オーガス02（リーン）
- フォーチュン・クエスト 世にも幸せな冒険者たち（キットン）

1994年
- I・R・I・A ZEIRAM THE ANIMATION（討伐隊B、討伐員）
- 疾風!アイアンリーガー 銀光の旗の下に（1994年 - 1995年、ゴールドマスク）

1998年
- 銀河英雄伝説外伝 朝の夢、夜の歌（エーリッヒ・フォン・ヴァルブルク）

1999年
- 卒業M〜オレ達のカーニバル〜（杉田龍之介）
- メルティランサー The Animation（研究員ろ）

2002年
- 遙かなる時空の中で-紫陽花ゆめ語り-（右馬寮頭）

2010年
- ONE PIECE FILM STRONG WORLD EPISODE:0（モモンガ）

### Webアニメ
- スーパードラゴンボールヒーローズ 監獄惑星編プロモーションアニメ（2018年、界王神）
- TIGER & BUNNY 2（2022年、マリオ）

### ゲーム
1993年
- アークスI・II・III（チノップ・ノーレン）
- Aランクサンダー 誕生編（ウォーター、コンバットマン、チャン）

1994年
- サークIII（ホーン・アシュタル）
- ツインゴッデス（レッドドーン・ジャイアント）
- ロードス島戦記II（スパーク）
- LUNAR エターナルブルー（レオ）

1995年
- がんばれゴエモン きらきら道中〜僕がダンサーになった理由〜（ゴエモン）
- ザ・ファイヤーメン2 ピート & ダニー（ウォルター・ベイカー）
- プライベート・アイ・ドル（朝霧正臣）

1997年
- がんばれゴエモン〜ネオ桃山幕府のおどり〜
- スタンバイSay You!（久保田裕也）
- ドラゴンナイト4（ロイドン）
- BSファイアーエムブレム アカネイア戦記編 第3話 正義の盗賊団（ナバール〈傭兵〉）
- BSファイアーエムブレム アカネイア戦記編 第4話 始まりのとき（ベルフ〈ソシアルナイト〉）

1998年
- LUNAR2 エターナルブルー（レオ）

2001年
- 決戦II（司馬偉）

2002年
- キン肉マンII世 正義超人への道（レックス・キング）

2003年
- 激闘プロ野球 水島新司オールスターズVSプロ野球（実況）
- 遙かなる時空の中で-盤上遊戯-（神楽岡宮司、右馬寮頭）
- ONE PIECE グランドバトル! 3（シュラ）

2004年
- キン肉マン ジェネレーションズ（ビッグ・ザ・武道、ネプチューンキング）
- ボボボーボ・ボーボボ 爆闘ハジケ大戦（サービスマン）
- ONE PIECE ランドランド!（シュラ）

2005年
- ボボボーボ・ボーボボ 脱出!!ハジケ・ロワイヤル（サービスマン）

2006年
- ガンパレード・オーケストラ（小島空）
- キン肉マン マッスルジェネレーションズ（ビッグ・ザ・武道、ネプチューンキング、スクリュー・キッド）

2009年
- スーパーロボット大戦NEO（ゴールドマスク）
- RACE DRIVER:GRID

2012年
- イース セルセタの樹海（パンサ）

2014年
- ヒーローバンク（実況）

2016年
- ドラゴンボールフュージョンズ（界王神 / キビト神）

2018年
- ドラゴンボール ファイターズ（界王神）

2019年
- 新サクラ大戦（アナウンサー）

2020年
- ドラゴンボールZ カカロット（界王神 / キビト神）

2024年
- ドラゴンボール Sparking! ZERO（界王神）

### 吹き替え

#### 映画
- ミュータント・タートルズ（1993年）※フジテレビ版

#### アニメ
- ピノキオ（ランプウィック）※アマダ版

### テレビ番組
- 料理の鉄人（冷蔵庫前レポーター）
- 〜あらゆる世界を見学せよ〜潜入!リアルスコープ（Mr.リアル〈ナレーション〉、2012年8月まで担当）
- 石塚英彦&パパイヤ 大東京!秘密の裏メニュー食べまくり大作戦（MC）
- 学校へ行こう!（アナウンサー） - 体調不良で欠席したV6のメンバーに代わり、ロケに参加したこともある。
- 学校へ行こう!MAX（修学旅行企画では進行役として登場し、終盤ではV6を起こさせる起床時間告知を行った）
- クイズ!!シャムロック（ナレーション）
- SUPER SURPRISE（天の声）
- 昭和時代（SP版の副音声解説放送）
- HEY!HEY!HEY! MUSIC CHAMP（松本人志VS福山雅治・料理対決の冷蔵庫前レポーター）
- サンデー・ジャポン（ナレーション）
- 頭脳回転ずしQ兵衛（ナレーション、関西テレビ）
- 週刊スタミナ天国（ナレーション）
- スッキリ!!（火・木・金曜日ナレーション）
- ダウンタウンのガキの使いやあらへんで!!（クイズ100のコト・天の声）
- トリビアの泉 〜素晴らしきムダ知識〜（「トリビアの種」コーナー実況）
- DREAM（リングアナウンサー）
- ハッスル（ナレーション、リングアナウンサー）
- ハロー!モーニング。（アナウンサー）
- フードバトルクラブ（レポーター）
- 不思議どっとテレビ。これマジ!?（「これマジ!?ステーション」コーナー司会）
- PRIDE（リングアナウンサー）
- RIZIN（リングアナウンサー）
- 土曜スタジオパーク（「まるNフラッシュ」ナレーション）
- MASUDAやで!（ナレーション）
- クイズ 100人力（問題出題）
- 神がかりハプニング!プラチナ映像アワード（ナレーション）
- 超次元タイムボンバー（テレビ朝日）（ナレーション）
- とんねるずの本汁でしょう!!（ナレーション）
- とんねるずのみなさんのおかげです（ナレーション）
- シリーズ工場見学（ナレーション）（ディスカバリーチャンネル）
- 超逆境クイズバトル!! 99人の壁（アナウンサー）

### テレビドラマ
- あなたに10億円差し上げます!連続殺人 謎の俳句は死の暗号
- ラブコンプレックス 第5話（2000年11月9日、フジテレビ） - レポーター
- 向井荒太の動物日記 〜愛犬ロシナンテの災難〜（予告ナレーション）
- 鉄板少女アカネ!!（司会）
- 科捜研の女 season20 第3話（2020年11月5日、テレビ朝日） - 司会 役

### 特撮
2006年
- 轟轟戦隊ボウケンジャー（ナレーション、アクセルラー音声、ゴーゴーチェンジャー音声）
- 轟轟戦隊ボウケンジャー THE MOVIE 最強のプレシャス（ナレーション）

2007年
- 轟轟戦隊ボウケンジャーVSスーパー戦隊（ナレーション）

2009年
- 仮面ライダーディケイド（ニュースキャスターの声）
- ネット版 仮面ライダーディケイド オールライダー超スピンオフ（実況アナ 役）

2010年
- 仮面ライダーW 超バトルDVD 丼のα/さらば愛しのレシピよ（フロッグポッドの声）
- 仮面ライダー×仮面ライダー オーズ&ダブル feat.スカル MOVIE大戦CORE（ニュースの声）

2019年
- 4週連続スペシャル スーパー戦隊最強バトル!!（紹介の声）

### CMナレーション
- アクサダイレクト（顔出しもあり）
- イースリースタッフ「ブリガンダイン〜幻想大陸戦記〜」（1998年）
- お仏壇のはせがわ
- スパイク「全日本プロレス〜王者の魂〜」（1999年）
- セガ「激闘プロ野球 水島新司オールスターズVSプロ野球」（2003年）
- タイトー「スペースインベーダー The Original Game」
- バンダイ（ボウケンジャー変身シリーズ「冒険携帯アクセルラー」の玩具音声、「DXボウケンドライバー」CMナレーション）
- トヨタ・ノア（2009年、ラジオCM）
- 地デジCM（2009年 - 、助手 テレビCM）
- 大正製薬「リポビタンD」(商品説明。ラジオCM）
- 第四リース（1991年 - 2015年、ヤドカリの声)

### ラジオ番組
- J-WAVE BOOM TOWN内 「STARMAN」コーナー（スターマン役） - 占星術研究家鏡リュウジの"一番弟子"として鏡からのメッセージを伝える。

#### ラジオドラマ
- VOMIC スティール・ボール・ラン（実況[32]）
- サイコサウンドマシン

### CD
- THE IDOLM@STER MILLION THE@TER WAVE15 chicAAmor（料理番組司会者）
- 銀河戦国群雄伝ライ（竜我雷）カセットブック
- CDシアター ドラゴンクエストIV（シロン）
- CDドラマコレクションズ 三國志（劉禅公嗣）
- 集英社カセットブック ジョジョの奇妙な冒険 第2巻 アヴドゥル死すの巻
- 卒業Mシリーズ（杉田龍之介）
- 伝心まもって守護月天!ドラマCD5巻（山本勝）
- ドラマCD 水夏〜SUIKA〜第4章-名無しの少女-（稲葉宏）
- BASTARD!! -暗黒の破壊神- 外伝 巻之三 魔導王封印篇
- 遙かなる時空の中で（右馬寮頭）
- ファイアーエムブレム 旅立ちの章（マルス[33]）
- ファイアーエムブレム暗黒竜と光の剣（ジュリアン[34]）
- フォーチュン・クエスト外伝 パステルの旅立ち（ジョシュア）
- 新世紀GPXサイバーフォーミュラSAGA ROUND2 マスコットギャルズ・パニック（タクシー運転手）
- 蓬萊学園の初恋！（生徒）
- MIND ASSASSIN 3
- 魔神英雄伝ワタル3 虎王物語 虎王伝説 CDシネマ2 魔皇降臨編（少年A）
- 魔神英雄伝ワタル3 虎王物語 虎王伝説 CDシネマ3 千年恋歌編（少年A）
- 女神異聞録ペルソナ Vol.2（横内健太）
- MOON PRINCESS ORIGINAL ALBUM 月と薔薇（ケイ）
- レッスルエンジェルス 新女恒例!波乱必至の大忘年会 IN 下呂温泉（ファウルチップ服沢）

### その他コンテンツ
- ニコニコ動画 2007年 - 2008年カウントダウンナレーション
- キン肉マン映画祭 29周年スペシャルナイト（司会[35]）
- NMB48 3rdシングル『純情U-19』特典DVD
- 通常版Type-A 「第1回NMB48紅白対抗料理対決（予選）」（司会、ナレーション）
- 通常版Type-B 「第1回NMB48紅白対抗料理対決（決勝）」（司会、ナレーション）
- 富士薬品ドラッグストアグループの店内放送
- ドラゴンボール超 ブロリー ワールドプレミア（MC[36]）
- V6 48thシングル「COLORS/太陽と月のこどもたち」初回生産限定盤B/51stシングル「ある日願いが叶ったんだ/All For You」初回盤B特典DVD
- 3分でわかるキン肉マン（ナレーション[37]）

### シリーズ一覧
1. ↑  第1シリーズ（1992年）、第3シリーズ『S』（1994年）、第4シリーズ『SuperS』（1995年）
2. ↑  第1期（2002年）、第2期『ULTIMATE MUSCLE』（2004年）、第3期『ULTIMATE MUSCLE2』（2006年）[14]
3. ↑  1st season（2024年）、2nd season（2025年）
4. ↑  Season 1（2024年）、Season 2（2025年）